# Gallirallus australis
Gallirallus australis (tên tiếng Māori: "weka") là một loài chim thuộc họ Gà nước (Rallidae). Đây là loài đặc hữu của New Zealand, với bốn phân loài đã được công nhận. G. australis có kích thước bằng gà nhà, với bộ lông màu nâu. Đây loài loài ăn tạp, ăn cả động vật không xương sống và trái cây. G. australis thường đẻ trứng vào thời gian tháng 8 đến tháng 1; cả con trống và con mái đều giúp ấp trứng.

## Mô tả
G. australis là một loài lớn trong họ Gà nước. Bộ lông nâu của chúng có những sọc đen và xám; sắc nâu của lông thay đổi tùy theo phân loài. Con trống lớn hơn, dài 50–60 cm (20–24 in) và nặng 532–1.605 g (1,173–3,538 lb). Con mái dài 46–50 cm (18–20 in) và nặng 350–1.035 g (0,772–2,282 lb). Sải cánh từ 50 đến 60 cm (20 đến 24 in).
Mỏ tương đối lớn, màu nâu-hơi đỏ, dài chừng 5 cm (2,0 in), cứng và thon nhọn, có thể được dùng như một vũ khí. Đuôi hầu như luôn được vẫy. Chúng có chân khỏe và cặp cánh đã thoái hóa.